# Атеизам
Атеизам (грч. ἀ — одрични префикс, грч. θεός — бог; без бога у дословном преводу) јест, у ширем смислу, неверовање у постојање божанстава. У ужем смислу, атеизам је став да не постоје божанства. Кроз историју се често појављује и као одречан став према званичној религији. Атеизам је супротност теизму, који је у свом најопштијем облику веровање да постоји једно божанство.
Термин „атеизам“ је у почетку имао негативно значење којим су означаване особе које су одбијале да верују у оно у шта су тада веровали шири слојеви друштва. Ширењем слободоумља, научног скептицизма и потоње критике религије, значење речи је примило уже значење. Прве особе које су се изјашњавале као атеисти појавиле су се у 18. веку.
Атеисти су скептични према тврдњама о натприродним појавама, образлажући свој став недостатком емпиријских доказа. Такође, атеисти су понудили бројне разлоге за неверовање у било које божанство. Међу њима су проблем зла, аргумент противречних откровења и аргумент неверовања. Други разлози за атеизам спадају у спектар од филозофских до друштвених и историјских. Иако су неки атеисти прихватили секуларне филозофије, не постоји једна идеологија или скуп правила о понашању који сви атеисти поштују.
У западном свету, атеисти се сматрају искључиво нерелигиозним и неспиритуалним особама. Међутим, атеизам постоји у неким верским или духовним системима веровања, као што су ђаинизам, будизам и хиндуизам. Ђаинизам и неки видови будизма не проповедају веровање у богове.

## Етимологија
У раној античкој Грчкој, придев „ἄθεος” (од одричног префикса ἀ- и θεός „бог“) је значио „безбожан“. Први пут се користио као цензорски израз који је отприлике значио „сраман“ или „грешан“. У 5. веку п. н. е. реч је почела да се употребљава да означи одлучније и активније безбожништво у смислу „кварења односа са боговима“ или „негирања богова“. Реч ἀσεβής (asebēs) је касније почела да се употребљава против оних који су без стида негирали или нису поштовали локалне богове, чак и ако су веровали у њих. Модерни преводи класичних текстова понекад дају atheos као „атеистички“. Као апстрактна именица постојала је реч ἀθεότης (atheotēs). Цицерон је пресловио ову грчку реч у латинску atheos. Ова реч се често користила у расправама између раних хришћана и хелениста, у којој је свака страна тако описивала ону другу у пежоративном смислу.
У енглеском језику реч „atheist” (од француске речи „[undefined] грешка: {{lang}}: нема текста (помоћ)”), у значењу „онај који пориче или не верује у постојање богова“, претходи речи „atheism”, а први пут се користила најраније од 1566. године, и поново од 1571.
Реч „atheist” (атеистички) као израз за практично неверништво се почела користити најраније од 1577. Реч „atheism” (атеизам) је изведена од француске речи „athéisme”, и појављује се у енглеском око 1587.
Раније дело, настало око 1534, је користило реч „atheonism”.
Повезане речи су настале касније: „deist” 1621, „theist” 1662. године, „deism” 1675. године,
и „theism” 1678. године.
Карен Армстронг пише да је „током 16. и 17. века, реч атеиста још увек била резервисана искључиво за полемику... Реч атеиста је била увреда. Нико није ни сањао да назове себе атеистом.“ Средином 17. века још увек се сматрало да је немогуће не веровати у бога; реч „атеиста“ је значила неприхватање тренутног поимања божанског.
Реч атеизам је први пут употребљена у Европи крајем 18. века, а означавала је самопризнато изричито неверовање у монотеистичког аврамског бога. Делимично захваљујући својој широкој употреби у монотеистичком западном друштву, реч атеизам обично значи „неверовање у бога“, више него уопштеније „неверовања у божанства“. У модерним радовима, не прави се јасна разлика између ове две дефиниције. У енглеском језику, архаично значење речи atheism је значило само неверовање у једног бога, а не и у политеистичка божанства. На основу овога је у 19. веку скована застарела реч adevism да означи неверовање у политеистичка божанства. Почетком 20. века, глобализација је допринела ширењу значења речи атеизам на неверовање у све видове божанстава, иако је у западном свету честа појава да се атеизам означи просто као „неверовање у Бога“.
Неки атеисти су се успротивили самој природи речи „атеизам“. У својој књизи Letter to a Christian Nation, Сем Харис је написао:
Заправо, „атеизам“ је реч која не би требало ни да постоји. Ником није никад потребно да се изјасни као „неастролог“ или „неалхемичар“. Немамо речи за људе који сумњају да је Елвис још увек жив или да су ванземаљци прешли галаксију само да би узнемиравали фармере и њихову стоку. Атеизам је ништа друго до бука коју разумни људе праве у присуству неоснованих религиозних веровања.

## Историја
Иако израз атеизам потиче из Француске из 16. века, идеје које би данас биле признате за атеистичке су забележене од ведског периода и антике.

### Рана индијска религија
Атеистичке идеје су забележене у раним индијским школама и постојале су у време ведизма. Од шест правоверних школа индијске филозофије, самкхја, најстарији филозофски систем, не прихвата постојање богова, док рана миманса такође одбија појам Бога. Рана миманса не само да не прихвата бога, већ тврди да су људске акције довољне да створе потребне околности да би се уживало у плодовима свога рада. Потпуно материјалистичка и антитеистика школа чарвака (позната и под именом настика или локајта) која је настала у Индији око 6. века п. н. е. је вероватно најизраженија атеистичка школа филозофије у Индији, слична грчкој киренској школи. Ова грана индијске филозофије је класификована као хетеродоксна због свог негирања ауторитета веда и због тога се не сматра делом шест правоверних школа хиндуизма, али је важна помена као доказ материјалистичког покрета у хиндуизму. Негирање бога као творца се такође види у ђаинизму и будизму.

### Антика
Западњачки атеизам има своје корене у пресократовској грчкој филозофији, али се није појавио као посебан поглед на свет све до краја доба просвећености.
Грчки филозоф из 5. века п. н. е. Дијагора је познат као „први атеиста“, и цитирали су га мислиоци као што је Цицерон у својој књизи О природи богова. Анаксагора је тврдио да је Сунце усијан камен, а не божанство отелотворено у богу Хелиосу. Критија је описао религију као људски изум који се користи да застраши људе како би пратили морални ред. Атомисти као што је Демокрит су покушали да објасне свет на чисто материјалистички начин, без позивања на духовно или мистично. Други пресократовци који су вероватно имали атеистичке погледе на свет су Продик и Протагора. У 3. веку п. н. е. грчки филозофи Теодор Безбожник и Стратон нису веровали у постојање богова. Теодор Безбожник је био протеран из свог града због неверовања у било које божанство.
Сократ је био оптужен за безбожност (види Еутипрова дилема) на основу тога што је инспирисао људе да сумњају у државне богове. Иако је оспорио оптужбу да је „потпуни атеиста“,
казавши да не може да буде атеиста јер верује у духове, Сократ је на крају осуђен на смрт. Сократ се такође молио у Платоновом дијалогу Федар и говорио је „по Зевсу“ у дијалогу „Држава“.
Еухемер је објавио свој став да су богови само деификовани владари, освајачи и оснивачи из прошлости, и да су њихови култови и религија били у основи наставак несталих краљевстава и раних политичких структура. Иако није био строги атеиста, Еухемер је касније критикован да је „проширио атеизам на целој насељеној Земљи брисањем богова“.
Атомистички материјалиста Епикур је оспорио многе религијске доктрине, међу којима су постојање загробног живота или личног бога; сматрао је да је душа чисто материјална и смртна. Иако епикурејство није негирало постојање богова, он је веровао да, ако они и постоје, нису заинтересовани за човечанство.
Римски песник Лукреције се сложио с тим, да ако постоје богови, да су они незаинтересовани за човечанство и неспособни да утичу на природу и свет. Због овога је веровао да се човечанство не мора плашити натприродног. Лукреције је изложио своје епикурејске погледе на космос, атоме, душу, смртност и религију у књизи „Ο суштини ствари“, која је популаризовала Епикурову филозофију у античком Риму. Јулије Цезар, који је знатно нагињао ка епикурејству, је такође одбацио идеју о загробном животу, што је на пример довело до његовог приговора против смртне казне на суђењу Катилини, на ком је он говорио против стоицизма Катона Млађег.
Римски филозоф Секст Емпирик је заступао једну форму скептицизма познату као пиронизам по којој би људско биће требало да престане да доноси суд о буквално свим веровањима јер ништа на овом свету није наследно зло, и да је атараксија (душевни мир) могућа уколико се суздржи од осуђивања. Велики део његових дела која су успела да се одрже до данас, извршила су јак утицај на касније филозофе.
Значење речи „атеист“ се мењало током антике. Нехришћани су називали првобитне хришћане атеистима због неверовања у паганске богове. За време Римског царства, хришћани су били погубљивани због негирања римских богова и посебно због необожавања царева. Када је хришћанство постало државна религија у Римском царству 381. године за време цара Теодосија I, јерес је постала кажњив преступ.

### Од раног средњег века до ренесансе
Изражавање атеистичких идеја је било ретко у Европи током средњег века; метафизика, религија и теологија су биле од доминантног интереса. Међутим, у овом периоду постојали су покрети који су износили хетеродоксне концепције хришћанског бога, укључујући различите погледе на природу, трансцендентност или познавање бога. Индивидуалци и групе као што су Јован Скот Еријугена, Давид од Динана, Амалрик из Бена и Братство слободног духа су задржали хришћанске погледе уз пантеистичке тенденције. Пантеисти су често били сврставани у исту групу са атеистима због „чудноватости“ њиховог погледа на божанско. Никола Кузински је саставио фидеизам који је назвао „О ученом незнању“ (лат. De Docta Ignorantia), тврдећи да је бог изван људске категоризације и да је људско знање о богу ограничено претпоставкама. Вилијам Окамски је инспирисао антиметафизичке тенденције са својим номиналистичким ограничењем људског знања само на објекте, и тврдио је да је божанска суштина интуитивно или рационално несхватљива за људски разум. Следбеници Вилијама Окамског, као што су Јован Мирекурски и Никола Отркурски су продубили ово схватање. Резултујућа подела између вере и разума је утицала на касније теологе као што су Џон Виклиф, Јан Хус и Мартин Лутер.
Ренесанса је много утицала на проширивање обима слободног мишљења и скептичног истраживања. Појединци, као што су Леонардо да Винчи и Галилео Галилеј, заговарали су експериментисање као начин објашњавања и супротставили су се аргументима од верских ауторитета. Други критичари религије и Цркве у овом периоду били су Николо Макијавели, Бонавантур де Перје и Франсоа Рабле.

### Модерно доба
Ренесанса и доба реформације су период у коме је дошло до оживљавања верске ревности, што се види из ширења нових верских редова, братстава и масовне побожности у католичком свету, као и појаве строгих протестантских група, као што су калвинисти. Овај период међуверског ривалства дозволио је чак и шири обим теолошког и филозофског разматрања, од којих ће се многи касније користити да унапреде скептични религијски поглед на свет.
Критика хришћанства је све чешћа у 17. и 18. веку, нарочито у Француској и Енглеској. Неки протестантски мислиоци, као што је Томас Хобс, заступали су материјалистичку филозофију и скептицизам према натприродним појавама, док је јеврејско-холандски филозоф Барух Спиноза одбацио божанско провиђење у корист панентеистичког натурализма. До краја 17. века, за деизам се отворено залажу интелектуалци као што је Џон Толанд који је сковао термин „пантеиста“.
Први познати експлицитни атеиста био је немачки критичар религије Матијас Кнуцен у своја три дела из 1674. Пола века после њега појавио се још један експлицитни атеистички писац, француски свештеник Жан Меслије, који је живео почетком 18. века. Меслије је изнео мишљење да је религија средство за контролисање маса, а слична идеја ће касније имплицитно бити присутна и у марксистичкој мисли. Кнуцена и Меслијеа су пратили други атеистички мислиоци, као што су барон Холбах, Жак Андре Нежон и други француски материјалисти. Филозоф Дејвид Хјум је развио скептичну епистемологију утемељену на емпиризму, подривајући метафизичку базу природне теологије.
Француска револуција је извела атеизам и антиклерикални деизам из салона у јавну сферу. Један од главних циљева Француске револуције био је реорганизација и подређивање свештенства држави кроз Грађански устав свештенства. Овај покушај је довео до антиклерикалног насиља и протеривања многих свештеника из Француске. Хаотична политичка дешавања у револуционарном Паризу на крају су омогућила још радикалнијим јакобинцима да преузму власт 1793. године, након чега је наступила Владавина терора. Јакобинци су били деисти и увели су Култ врховног бића, као нову француску државну религију. Неки атеисти окупљени око Жака Ебера су уместо тога настојали да успоставе култ разума, облик псеудо-атеистичке религије са богињом која персонификује разум. Оба покрета су делимично допринела покушајима да се насилно дехришћанизује Француска. Култ разума окончао се после три године када су јакобинци гиљотинирали његово вођство, укључујући и Жака Ебера. Антиклерикални прогони окончани су Термидорском реакцијом.
Наполеоново доба институционализовало је секуларизацију француског друштва, и извело револуцију у северну Италију, у нади да ће допринети стварању савезничких република. У 19. веку атеисти су допринели политичким и социјалним револуцијама, убрзавајући немире из 1848. године, ризорђименто у Италији, као и раст међународног социјалистичког покрета.
У другој половини 19. века, атеизам се проширио под утицајем рационалистичких и слободоумних филозофа. Многи угледни немачки филозофи тог времена негирали су постојање божанстава и били су критичари религије, а међу њима су се налазили Лудвиг Фојербах, Артур Шопенхауер, Макс Штирнер, Карл Маркс и Фридрих Ниче. Карл Маркс је религију називао опијумом за народ.

### Од 1900.
Атеизам је у 20. веку, нарочито у виду практичног атеизма, напредовао у многим друштвима. Атеистичка мисао је призната у широком спектру других, ширих филозофија, као што су егзистенцијализам, објективизам, секуларни хуманизам, нихилизам, анархизам, логички позитивизам, марксизам, феминизам и општи научни и рационалистички покрет.
Логички позитивизам и сцијентизам су утрли пут неопозитивизму, аналитичкој филозофији, структурализму и натурализму. Неопозитивизам и аналитичка филозофија одбацују класични рационализам и метафизику у корист строгог емпиризма и епистемолошког номинализма. Заговорници као што су Бертранд Расел су недвосмислено одбацили веру у бога. Лудвиг Витгенштајн је у својим раним радовима покушао да одвоји метафизички и натприродни језик из рационалног дискурса. Алфред Ејер је подвлачио непроверљивост и бесмисао верских тврдњи, наводећи своју приврженост емпиријским наукама. Џон Нимејер Финдли и Џ. Џ. К. Смарт тврдили су да постојање Бога није логички неопходно. Природњачки и материјалистички монисти попут Џона Дјуиа су сматрали да би природни свет требало да буде основа свега, негирајући постојање Бога или бесмртности.
У 20. веку се догодио и пробој атеизма у политици, раширен тумачењем дела Маркса и Енгелса. Након Октобарске револуције, повећање степена верских слобода за мањинске религије је трајало неколико година, пре него што је политика стаљинизма покренула прогон религије. Неколико комунистичких држава се успротивило религији и увело државни атеизам, међу њима су бивши Совјетски Савез, Албанија, а још увек и Кина, Северна Кореја и Куба.
Остали лидери као што је Перијар Рамасами, истакнути атеистички индијски лидер, су се борили против хиндуизма и брамана у циљу окончања дискриминације и поделе људи у име религије и касти.
Године 1966, часопис Тајм је поставио питање: „Је ли Бог мртав?“ као одговор на теолошки покрет Смрт бога, наводећи тадашње процене да скоро половина свих људи у свету живи у државама на чијем челу су антирелигиозни режими, док милиони људи у Африци, Азији и Јужној Америци немају знање о једном Богу.
Године 1967. албанска влада Енвера Хоџе је најавила затварање свих верских институција у земљи, изјавивши да је Албанија прва званично атеистичка држава на свету., мада је поштовање религије у Албанији обновљено 1991. Ови режими су ојачали негативне асоцијације на атеизам, посебно тамо где су антикомунистичка осећања била јака као у САД, упркос чињеници да су неки истакнути атеисти били и антикомунисти.
Од пада Берлинског зида, број активних антирелигиозних режима је знатно смањен. Тимоти Шах је 2006. написао да је приметио „глобални тренд у свим већим верским групама, у којима покрети засновани на Богу и уопште на вери доживљавају пораст поверења и утицаја у односу на секуларне покрете и идеологије“. Међутим, Грегори С. Пол и Фил Закерман сматрају ово митом и указују на то да је стварна ситуација много сложенија и нијансирана.
Верски мотивисани терористички напади 11. септембра 2001. и делимично успешан покушај института Дискавери за промену наставног плана у америчким школама и укључивање креационистичке идеје, заједно са подршком коју је Џорџ Буш 2005. дао тим идејама, подстакли су атеистичке писце Сема Хариса, Данијела С. Денета, Ричарда Докинса, Виктора Стенгера и Кристофера Хиченса да објаве књиге које су постале бестселери у Америци и широм света.
Истраживање из 2010. је показало да особе које себе идентификују као атеисти или агностици у просеку имају више знања о религији од следбеника великих вера. Особе које не верују су боље одговориле на питања о централним начелима протестантизма и католицизма. Само су мормони и јевреји постигли исти резултат као атеисти и агностици.
Атеизам 3.0 је покрет у оквиру атеизма који не верује у постојање бога, али тврди да је од религије било користи за појединце или друштво, и да је њено елиминисање од мањег значаја од других ствари које би требало да се ураде.

#### Нови атеизам
Нови атеизам је назив за покрет неколицине атеистичких аутора из 21. века који заговарају становиште да „религију не треба само просто толерисати већ јој се треба супротставити, критиковати је и оголити кад год се примети њен утицај“
Покрет се обично доводи у везу са Ричардом Докинсом, Данијелом Денетом, Семом Харисом, Кристофером Хиченсом и Виктором Стенгером. Неколико бестселера од ових аутора, објављених између 2004. и 2007. су предмет многих дискусија о Новом атеизму.

## Дефиниције и разлике
Теоретичари се не слажу како да најбоље дефинишу и класификују атеизам, у смислу на које се натприродне ентитете односи, да ли је то нека тврдња или одсуство тврдње и да ли то захтева свесно, јасно одбијање. Предложене су различите врсте категорија како би се направила разлика између различитих облика атеизма.

### Спектар
Неке од нејасноћа и контроверзи у дефинисању атеизма потичу од потешкоће достизања консензуса о дефиницијама речи „божанство“ или „бог“. Бројност драстично различитих концепција бога и божанстава доводи до различитих идеја које се односе на примену атеизма. На пример. Римљани су оптуживали хришћане да су атеисти јер нису веровали у паганска божанства. Овај проблем је постепено решен пошто је теизам усвојен као израз који обухвата веровања у било каква божанства.
У зависности од скупа феномена које одбацује, атеизам се може супротстављати свему, почевши од веровања у божанства, па до постојања спиритуалних, натприродних или трансцедеталних концепата, попут оних у будизму, хиндуизму, ђаинизму и таоизму.

### Имплицитни и експлицитни атеизам
Дефиниције атеизма такође зависе и од степена размишљања које нека особа треба да посвети идеји богова да би била сматрана атеистом. Атеизам је некада дефинисан да значи просто одсуство веровања да било које божанство постоји. Ова широка дефиниција би обухватила новорођене и друге особе које нису биле под утицајем теистичких идеја. Још 1772. године барон Холбах је рекао да су „сва деца рођена као атеистичка; она немају идеју о богу“. Слично томе Џорџ Х. Смит (1979) је изјавио: „Човек који није упознат са теизмом је атеиста само зато што не верује у бога. Ова категорија би обухватала дете са концептуалним капацитетом да схвати ова питања, али које је још увек несвесно тих питања. Чињеница да то дете не верује у бога га квалификује као атеисту.“
Смит је сковао термин имплицитни атеизам да означи одсуство теистичких веровања без свесног одбацивања самих веровања и експлицитни атеизам да означи уобичајену дефиницију свесног неверовања. Ернест Нагел се успротивио Смитовој дефиницији атеизма као простог одсуства теизма, признајући само експлицитни атеизам као прави атеизам.

### Позитивни и негативни атеизам
Филозофи као што су Ентони Флу, и Мајкл Мартин,
су поставили позитивни (јак/чврст) атеизам против негативног (слабог/меког) атеизма. Позитивни атеизам је експлицитно тврђење да богови не постоје. Негативни атеизам обухвата све друге облике нетеизма. Стога, према овој категоризацији, свако ко није теиста је или негативни или позитивни атеиста. Термини слаб и јак су релативно новијег датума, док су термини негативни и позитивни атеизам старији, и користили су се (у мало другачијем смислу) у филозофској литератури и међу католичким апологетима. По оваквом разграничењу атеизма, већина агностика су негативни атеисти.
Већина агностика види своје погледе другачијим од атеистичких, сматрајући га не више оправданим од теизма или третирајући их једнако. Тврдња о недоступности сазнања за или против постојања богова се понекад види као индикација да и атеизам захтева скок вере. У уобичајене атеистичке одговоре на овај аргумент спада одговор да недоказане верске тврдње заслужују исту количину неверовања као и све остале недоказане тврдње, и да непроверљивост постојања богова не подразумева једнаку вредност било које могућности. Џ. Џ. К. Смарт даље тврди да „понекад нека особа која је заправо атеиста може представити себе, чак и страствено, као агностика због неразумно генерализованог филозофског скептицизма који би нас спречио да кажемо да знамо све друго, осим можда истина које пружају математика и формална логике.“ Због тога неки атеистички писци, као што је Ричард Докинс више воле да разликују теистичке, агностичке и атеистичке ставове по вероватноћи који сваки дају тврдњи „бог постоји“.

### Дефиниција немогућег и непостојаног
Пре 18. века, постојање неког бога је било опште прихваћено у западном свету тако да је чак могућност истинског атеизма била под знаком питања. Ово се звало теистички инатизам - мишљење да сви људи верују у бога од рођења; по овом мишљењу атеисти су просто верници у самопорицању.
Постоји и став да су атеисти склони да верују у бога у кризним тренуцима, да атеисти постају верници на самрти и да не постоје атеисти у рововима. Неки заговорници овог става тврде да је предност религије у томе што вера омогућава људима да боље поднесу тешке тренутке, делујући као опијум за народ. Међутим, постоје и супротни примери разочарања у религију у тешким тренуцима, међу које буквално спадају и „атеисти у рововима“.

### Друге употребе израза „позитивни атеизам“
Као што је описано горе, изрази позитиван и негативан су коришћени у филозофској литератури на сличан начин као и изрази слаб и јак. Међутим, у књизи „Позитивни атеизам“ Гопарајуа Раманчадре Раоа, уведено је алтернативно значење ових израза. Одраставши у кастинском хијерархијском систему са религиозном подлогом, Гора је тражио секуларну Индију и предложио смернице за позитивну атеистичку филозофију, која ће промовисати позитивне вредности. Позитивни атеизам, дефинисан на овај начин, подразумева такве ствари које би биле морално исправне, показујући разумевање да побожни људи имају разлоге да верују, не покушавајући да преобрате или уче друге, и бранећи себе истинољубивошћу уместо тражењем да победе у било каквом сукобу са отвореним критичарима.

## Концепти у атеизму
Најгрубља подела атеистичких аргумената је на практичне и теоретске.

### Практични атеизам
У практичном или прагматичном атеизму, такође познатом под називом апатеизам, особе живе као да нема богова и објашњавају природне феномене без њиховог приписивања нечему божанском. Постојање бога није обавезно одбачено, али се може сматрати беспотребним или бескорисним; према овом мишљењу, богови не објашњавају сврху живота, нити утичу на свакодневни живот.
Облик практичног атеизма са импликацијама за научну заједницу је методолошки натурализам — „тихо усвајање тврдње о филозофском натурализму у оквиру научног метода са или без потпуног прихватања или веровања у њега.“
Практични атеизам може имати различите облике:
- одсуство верских мотива — веровање у богове не мотивише моралне акције, религиозне акције или било који други облик акције;
- активно искључивање проблема бога и религије из интелектуалних тежњи и практичних акција;
- индиферентност — одсуство било каквог интереса за проблеме богова и религије;
- непознавање концепта божанства.[94]

### Теоретски атеизам

#### Онтолошки аргументи
Теоретски атеизам експлицитно поставља аргументе против постојања богова, као одговор на честе теистичке аргументе као што су аргумент о дизајну или Паскалова опклада.

#### Епистемолошки аргументи
Епистемолошки атеизам тврди да људи не могу спознати бога или утврдити постојање бога. Основа за епистемолошки атеизам је агностицизам, који има различите облике. У филозофији иманентности, божанство је неодвојиво од света, укључујући људски ум, и свест сваке особе је закључана у субјекту. Према овом облику агностицизма, ово ограничење у погледу онемогућава сваки објективни закључак од веровања у бога до потврде његовог постојања. Рационалистички агностицизам Канта и доба просвећености прихвата само знање изведено из људске рационалности; овај облик атеизма је става да богови у начелу нису приметни и стога се не може знати да постоје. Скептицизам, заснован на идејама Дејвида Хјума, је става да је извесност нечега немогућа, па нико никад не може знати за постојање бога. Одређивање границе између агностицизма и атеизма није просто; агностицизам се може сматрати као независни, основни поглед на свет.
Други аргументи за атеизам који се могу класификовати као епистемолошки или онтолошки, укључујући логички позитивизам и игностицизам, наводе бесмисленост или неразумљивост основних израза као што је „бог“ или тврдњи као што је „бог је свемогућ“. Теолошки нонкогнитивизам сматра да став „бог постоји“ не исказује неки јасан став, већ да је бесмислен. Доста се расправљало око тога да ли такве особе могу бити третиране као атеисти или агностици. Филозофи Алфред Ејер и Теодор M. Дрејнџ, одбацују обе категорије аргументујући свој став тиме да обе категорије прихватају да постоји могућност да Бог постоји; стога они смештају неконгнитивизам у посебну категорију.

#### Метафизички аргументи
Метафизички атеизам обухвата све доктрине које држе до метафизичког монизма. Метафизички атеизам може бити или апсолутни - изричито негирање постојања бога повезаног са материјалистичким монизмом (сви материјалистички трендови, и у антици и у модерним временима) или релативни - имплицитно негирање бога у свим филозофијама, које, иако прихватају постојање апсолутног, доживљај апсолутног не поседује ниједну од особина која се приписује богу: трансцендентност, личност или јединство. Релативни атеизам је повезан са идеалистичким монизмом (пантеизам, панентеизам, деизам).

#### Логички аргументи
Логички атеизам држи да су различитим концепцијама бога приписане логички противречне особине. Ови атеисти наводе дедуктивне аргументе против постојања бога, посебно истичући некомпатибилност и противречност између одређених особина, као што су савршенство, статус творца, непроменљивост, свезнање, свеприсутност, свемогућност, свеблагонаклоност, трансцендентност, личност (као особа), нефизикалност, праведност и милост.
Теодицејски атеисти су мишљења да је свет, како га они доживљавају, противречан особинама које теолози често приписују богу или боговима. Према њима, тврдње о свезнајућем, свемогућем и свеблагонаклоном богу нису усаглашене са светом где постоји зло и патња и где је божја љубав скривена од многих људи. Сличан аргумент се приписује и Сидарти Гаутами, утемељивачу будизма.

### Негирање постојања богова
Филозофи попут Лудвига Фојербаха и Сигмунда Фројда заступали су мишљење да су бог и друга религиозна веровања људско дело, створено да се задовоље различите психолошке и емоционалне жеље и потребе. Ово је такође став многих будиста. Карл Маркс и Фридрих Енгелс, инспирисани Фојербаховим радом, су тврдили да су бог и религија друштвене функције, које користе они на власти да искоришћавају радничку класу. Према Михаилу Бакуњину, „идеја бога подразумева напуштање људског разума и правде; то је најодлучније негирање људске слободе, и неизоставно се окончава поробљавањем човечанства, у теорији и у пракси“. Бакуњин је обрнуо Волтеров чувени афоризам „ако бог не постоји, потребно га је измислити“, написавши уместо тога „ако је бог заиста постојао, требало би га укинути“.

## Атеизам, религија и морал

### Повезаност са погледима на свет и друштвеним понашањем
Социолог Фил Закерман је анализирао претходна истраживања о секуларности и неверовању, и закључио да је благостање друштва у позитивној корелацији са нерелигиозношћу. Његови закључци који се посебно односе на атеизам су:
- у поређењу према религиозним људима, атеисти и секуларне особе су мање националистичке, антисемитске, расистичке, догматске, етноцентричке, ауторитативне и са мање предрасуда и затвореног ума.
- у САД у државама са највећим процентом атеиста, стопа убистава је мања од просека. У најрелигиознијим америчким савезним државама, стопа убистава је већа од просечне.

### Атеизам и немање религије
За особе који се самоидентификују као атеисти се често претпоставља да су нерелигиозни, али и неке секте у оквиру великих религија одбацују постојање личног бога творца.
У последњих неколико година, у неким верским деноминацијама се накупио одређен број отворено атеистичких следбеника, попут хуманистичких јевреја
и хришћанских атеиста. који одбацују постојање божанства, али се придржавају порука о моралу.
У најужем смислу позитивни атеизам не повлачи нека специфична веровања, осим неверовања у било какво божанство. Због тога атеисти могу имати широк спектар духовних веровања. Из истог разлога, атеисти могу да поседују широк спектар етичких веровања, од моралног универзализма хуманизма, који заговара да се морални закон мора доследмо применити на све људе, па до моралног нихилизма, који је става да је моралност бесмислена.

### Божанска заповест насупрот етици
Иако је тврдња да је „улога богова да одлучују шта је исправно а шта не или непотребна или произвољна“ филозофски труизам (обухваћен у Платоновој Еутифроновој дилеми), аргумент да моралност мора потицати од богова и да не може постојати без мудрог творца је трајни предмет политичке, али не толико и филозофске дебате.
Морални концепти као што је „убиство је погрешно“ се виде као божански закони, који захтевају божанског законодавца и судију. Међутим, многи атеисти тврде да третирање моралности у законском смислу укључује лажну аналогију и да моралност не зависи од законодавца у истој мери као и закони. Други атеисти, као што је Фридрих Ниче, се нису сложили са овим погледом и тврдили су да је моралност „истинита само ако је бог истинит - она стоји или пада са вером у бога“.
Постоје нормативни етички системи који не захтевају да принципи и правила потичу од божанстава. Ту спадају етика врлина, друштвени уговор, Кантова етика, утилитаризам и Објективизам. Сем Харис је предложио да морални рецепт (етичко доношење одлуке) није само питање које је потребно истражити у филозофији, већ да се може смишљено практиковати наука о моралности. Ипак, сваки такав научни систем мора одговарати на критике оличене у натуралистичкој заблуди.
Филозофи Сузан Нејман
и Џулијен Багини (између осталих) тврде да етичко понашање само због божанске заповести није право етичко понашање, већ само слепа послушност. Багини заступа став да је атеизам супериорнија основа за етику, тврдећи да је морална основа изван верских императива неопходна да се процени моралност императива - да буде у стању да распозна, на пример, да је „ти ћеш красти“ неморално, чак и ако нечија вера то налаже - и да стога атеисти имају предност да су склонији да дају такве оцене.
Данашњи британски филозоф Мартин Коен је понудио више историјских примера библијских заповести у корист мучења и ропства као доказ да верске заповести прате политичке и друштвене обичаје, а не обрнуто, али је такође приметио да иста тежња изгледа важи и за наводно непристрасне филозофе. Коен разлаже овај аргумент у више детаља у Политичкој филозофији од Платона до Маоа, где тврди да је Куран одиграо своју улогу у одржавању друштвених правила из раног 7. века, упркос променама у секуларном друштву.

### Критика религије
Неки истакнути атеисти, као што су Бертранд Расел, Кристофер Хиченс, Данијел Денет, Сем Харис и Ричард Докинс, критиковали су религију наводећи штетне аспекте религијских пракси и доктрина.
Атеисти се често укључују у дебате са заговорницима религије, а дебате се понекад односе на то да ли религије уопште доносе корист појединцу и друштву.
Један аргумент да религије могу бити штетне је да ослањање абрахамских религија на божански ауторитет води ка ауторитарности и догматизму.
Атеисти такође наводе податке који показују везу између верског фундаментализма и опредељености ка некој вери (када се религија одржава јер служи скривеним интересима)
и ауторитарности, догматизма и предрасуда.
Ови аргументи, заједно са историјским догађајима за које се наводи да показују опасности од религије, као што су Крсташки ратови, џихад, инквизиција, лов на вештице и терористички напади, користе се као одговор на тврдње о корисним ефектима веровања у религију. Верници као контрааргументе наводе да су неки режими који су се залагали за атеизам, као што је Совјетска Русија, такође криви за масовна убиства.

## Број атеиста
Тешко је одредити број атеиста у свету. Особе које одговарају на анкете о вери могу другачије дефинисати атеизам или правити другачије разлике између атеизма, нерелигиозних веровања и нетеистичких религиозних и духовних веровања.
Хиндус атеиста би могао себе да представи као хиндуса, иако је у исто време атеиста. Истраживање из 2010. које је објављено у Енциклопедији Британика показало је да нерелигиозне особе чине око 9,6% светског становништва, а атеисти 2,0%. Ове бројке не убрајају оне који следе атеистичке религије, као што су неки будисти.
У анкети из 2006. објављеној у Фајненшл тајмсу дају се проценти за Сједињене Државе и пет европских држава. Најмањи проценат атеизма је био у САД, само 4%, док се проценат атеизма у европским државама показао знатно вишим: Италија (7%), Шпанија (11%), Уједињено Краљевство (17%), Немачка (20%) и Француска (32%).
Проценти у овој анкети за европске државе су слични онима у званичном истраживању Европске уније, које је показало да 18% становништва ЕУ не верује у неког бога.
Друга истраживања су проценила проценат атеиста, агностика и других неверника у неког бога на мање од 10% у Пољској, Румунији, Кипру и неким другим европским државама, и до 85% у Шведској, 80% у Данској, 72% у Норвешкој и 60% у Финској. Према Аустралијском статистичком бироу, 19% Аустралијанаца нема религију, а у ову категорију су укључени и атеисти. Између 64% и 65% Јапанаца су атеисти, агностици или не верују у бога.
Међународно истраживање је показало позитивну корелацију између нивоа образовања и неверовања у неко божанство, а истраживање Европске уније је показало позитивну корелацију између раног напуштања школе и веровања у неког бога.
У чланку објављеном у часопису Нејчер 1998. године, споменуто је истраживање које је сугерисало да је веровање у личног бога или загробни живот на најнижем нивоу икада међу члановима америчке Националне академије наука, где је 7,0% веровало у бога у поређењу са 85% укупног становништва САД.
Насупрот томе, у чланку који је објавио Универзитет у Чикагу који је разматрао горе наведено истраживање, објављено је да је 76% лекара веровало у бога, што је више од 7% међу научницима, али мање од 85% међу укупним становништвом. Исте године, Френк Селовеј са Масачусетског технолошког института и Мајкл Шермер са Калифорнијског државног универзитета су спровели анкету према којој је у одабраном узорку одраслих високообразованих особа (12% особа је имало докторат, а 62% су имали завршени факултет) 64% веровало у бога, те је постојала веза која је показивала да верска убеђења опадају са вишим нивоом образовања. Инверзна корелација између религиозности и интелигенције/образованости је пронађена у 39 истраживања спроведених између 1927. и 2002. Ови налази се углавном подударају са мета-анализом коју је 1958. спровео професор Мајкл Аргајл са универзитета Оксфорд. Он је анализирао седам истраживања која су истраживала корелацију између става према религији и измерене интелигенције међу ђацима и студентима из САД. Иако је утврђена јасна негативна корелација, ова анализа није открила узрок, али је напоменуто да су живот у ауторитативној породици и друштвени положај могли утицати.

### Дискриминација атеиста
Дискриминација атеиста обухвата прогоне и дискриминацију са којом се суочавају атеисти и они за које се сумња да су атеисти у прошлости и садашњости. Због различитих историјских и културних дефиниција атеизма, они који су дискриминисани можда не могу да се сматрају правим атеистима по данашњим стандардима.
У уставним демократијама, правна дискриминација атеиста није честа, али неки атеисти и атеистичке групе, поготову оне у Сједињеним Државама, протестују против закона, правила и институција које сматрају дискриминаторним. У неким исламским земљама, атеисти могу да се суоче са ограниченим правима или чак са смртном казном у случају апостасије.